# Romanski jeziki
Romanski jeziki so skupina jezikov v okviru indoevropske jezikovne družine.

## Razvoj
Razvili so se iz protoindoevropskega jezika oz. indoevropskega prajezika, ki je skupni prednik vseh indoevropskih jezikov. Obstajal je v času med 4500 pr. n. št. in 2500 pr. n. št. 

### Protoitalski jezik
Protoitalski jezik, ki je nastal iz indoevropskega prajezika, je obstajal v času med 2500 pr. n. št. (čas, ko preneha obstajati indoevropski prajezik) in 1000 pr. n. št. (čas, ko se v Laciju pojavijo latinsko-faliskijski jeziki, tj. ena od jezikovnih vej, ki so nastale iz protoitalskega jezika).

### Latinsko-faliskijskijeziki
Okoli 1000 pr. n. št. so v pokrajini Lacij v današnji Italiji obstajali latinsko-faliskijski jeziki, iz katerih se je do 6. stoletja pr. n. št. razvila latinščina, ki je prednik vseh danes obstoječih romanskih jezikov, ki so edina preživela veja italskih jezikov. 

### Latinščina
Latinščina se deli na formalno oz. klasično latinščino in vulgarno oz. ljudsko latinščino. 
Romanski jeziki so se razvili iz vulgarne oz. ljudske latinščine, ki je izraz za neformalne pogovorne dialekte latinskega jezika, ki so jih govorili prebivalci Rimskega imperija in so se razvijali vzporedno s klasično latinščino. Nekateri vulgarno latinščino imenujejo tudi »protoromanski jezik«, kar pa ni isto, saj se izraz vulgarna latinščina uporablja tudi za latinske dialekte, ki so obstajali potem, ko so se nekateri manj znani dialekti romanskih jezikov (npr. sardinščina) že ločili od vulgarne latinščine in so bili posebni jeziki. Proto jezik je namreč jezik, ki je skupen vsem jezikom, ki so nastali iz njega, kar pa v primeru vulgarne latinščine ne velja povsem. Dialekti vulgarne latinščine so se razvijali različno v različnih delih Rimskega imperija in dežel, kjer so se po razpadu Rimskega imperija le-ti ohranili, tako da od 8. stoletja dalje ne govorimo več o dialektih vulgarne latinščine, ampak o različnih romanskih jezikih. 

### Razvoj v današnje romanske jezike
Najprej se je še v času obstoja vulgarne latinščine od kontinentalnih romanskih jezikov odcepila sardinščina . 
Nato so se kontinentalni romanski jeziki razdelili v dve veji - italo zahodno romanske in vzhodno romanske. Italo zahodno romanski jeziki so se nato razdelili v dve veji - proto italijanščino, iz katere se kasneje razvije italijanščina, in zahodno romanske jezike, kamor spada večina romanskih jezikov zahodne Evrope. Zahodnoromanski jeziki so se razdelili na galoromanske (francoščina, akvitanščina, katalonščina in retoromanščina) in iberoromanske jezike (španščina, portugalščina). 
Vzhodno romanski jeziki so se tekom razvoja razdelili na balkansko romanski jezik, iz katerega se kasneje razvijeta romunščina in aromunščina, ter dalmatinščina, ki je do danes že izumrla.

## Seznam romanskih jezikov
Kontinentalni romanski jeziki:
- Italo zahodno romanski:
  - anžujščina
  - aragonščina
  - arpitanščina
  - asturleonščina
    - asturijščina
    - ekstremadurščina
    - mirandeščina
    - leonščina

  - beneščina
  - berišonščina
  - burgundščina
  - istriotščina
  - italijanščina
  - emilijanščina
  - falščina
  - francoščina
  - furlanščina
  - galeščina
  - galicijščina
    - eonavščina

  - katalonščina
  - komtejščina
  - korziščina, galurščina in sasarščina
  - ladino
  - ladinščina
  - ligurščina in monaščina
  - lombardščina
  - lotarinščina
  - napolitanščina
  - normanščina
  - okcitanščina
  - piemontščina
  - pikardščina
  - poatevinščina
  - poatevinsko-sentonški jezik
  - portugalščina
  - retoromanščina
  - romanjolščina
  - sentonščina
  - sicilijanščina
  - šampanjščina
  - španščina
  - valonščina
  - talijanščina

- Vzhodno romanski:
  - romunščina in moldavščina
  - aromunščina
  - dalmatinščina (izumrla)
  - istroromunščina
  - meglenoromunščina

Sardinski dialekt:
- sardinščina

## Romanski jeziki glede na število govorcev
Največ govorcev med romanskimi jeziki ima španščina (47 % vseh govorcev romanskih jezikov), sledi portugalščina s 26 %, francoščina z 11 %, italijanščina z 9 %, romunščina s 4 % in katalonščina z 1 %.